# Klavirska sonata
Klavirska sonata je sonata, napisana za solo klavir. Običajno je napisana v treh ali štirih stavkih, čeprav imajo nekatere en stavek (Scarlatti, Skrjabin), dva (Beethoven, Haydn), pet (tretja Brahmsova sonata za klavir) ali celo več. Prvi stavek je običajno sestavljen v sonatni obliki.